# Sagata
Sagata è una circoscrizione rurale (rural ward) della Tanzania situata nel distretto di Itilima, Regione del Simiyu. Conta una popolazione di 18 650 abitanti (censimento 2012).